# Håkon Eiriksson
Håkon Eiriksson (997-1030) fue jarl de Lade y rey vasallo de Noruega bajo el gobierno del rey danés Canuto el Grande.
Håkon Eiriksson pertenecía a una dinastía de nobles noruegos al este de Trondheim, junto a la frontera de Trondheimsfjord. Håkon era hijo de Eirik Håkonsson, corregente de Noruega y jarl de Northumbria, Inglaterra. Su madre es aceptada e identificada entre los historiadores como Gytha, hermanastra del rey Canuto e hija de Svend I de Dinamarca y Sigrid la Altiva. Tras la batalla de Svolder, Eirik Håkonson, junto con Sveinn Hákonarson, se convirtieron en reyes subyugados de Noruega bajo el dominio de Svend I. Hacia 1014 o 1015 Eirik Håkonson dejó Noruega para unirse al ejército de Canuto en su campaña de conquista en Inglaterra. Canuto le otorgó el título de jarl de Northumbria cuando tomó control del norte, título que conservó hasta su muerte entre 1023 y 1033.
Como sucesor de su padre en Noruega, Håkon Eiriksson gobernó como vasallo de los daneses desde 1012 hasta 1015, junto con Einar Tambarskjelve y Sveinn Hákonarson, manteniendo algunas áreas como vasallo sueco. Tras algunos años de ausencia en Inglaterra luchando con los daneses, Olaf II regresó a Noruega en 1015 y se proclamó rey, recibiendo el apoyo de los caudillos de Oppland. En 1016, Olaf derrotó a Sveinn Hákonarson en la batalla de Nesjar. Tras la victoria de Olaf, Håkon escapó a Inglaterra donde fue recibido por el rey Canuto y le nombró conde de Worcester. Tras la batalla de Helgeå, los nobles noruegos se unieron a Canuto. En 1028, Håkon Eiriksson regresó como gobernante de Noruega y vasallo de Canuto. Håkon murió en un naufragio en Pentland Firth, entre las Orcadas y la costa escocesa, a finales de 1029 o principios de 1030.

## Herencia
Se casó con una doncella llamada Gunhild y fruto de esa unión nacieron:
- Bothild Håkonsdatter (n. 1014), que sería esposa de Ulf el gallego.[6][7]
- Ragnhild Håkonsdatter (c. 1010)